# Cameron Johann
Cameron Johann (* 2. Februar 1972) ist ein US-amerikanischer Filmproduzent und Schauspieler. Seit 2003 ist er als Filmproduzent aktiv. Sein Schaffen als Produzent umfasst mehr als 30 Produktionen. Als Schauspieler war er von 1985 bis 1989 aktiv.

## Filmografie (Auswahl)

### Produzent
- 2003: Brush with Fate (Fernsehfilm)
- 2006: Weites Wasser (The Water Is Wide, Fernsehfilm)
- 2006: Licht der Hoffnung (Candles on Bay Street, Fernsehfilm)
- 2008: Tics – Meine lästigen Begleiter (Front of the Class, Fernsehfilm)
- 2009: Ein Hund namens Weihnachten (A Dog Named Christmas, Fernsehfilm)
- 2010: Weihnachten des Herzens (November Christmas, Fernsehfilm)
- 2011: Damit ihr mich nicht vergesst (Have a Little Faith, Fernsehfilm)
- 2012: Weihnachten mit Holly (Christmas with Holly, Fernsehfilm)
- 2013: Ein Kandidat zum Verlieben (The Makeover)
- 2013: Jeden Tag aufs Neue (Remember Sunday)
- 2014: Das Weihnachts-Chaos (One Christmas Eve, Fernsehfilm)

### Schauspieler
- 1985: Revolution
- 1988: Arthur 2 – On the Rocks (Arthur 2: On the Rocks)
- 1989: Letzte Ausfahrt Brooklyn (Last Exit to Brooklyn)